# Maserati Ghibli (1992)
La Maserati Ghibli introdotta nel 1992 è una coupé sportiva prodotta dalla casa automobilistica italiana Maserati basata su un'evoluzione della precedente Maserati Biturbo, la quale va a sostituire. La Ghibli è stata prodotta fino al 1997 in 2.380 esemplari e riprende lo storico nome dell'omonimo modello presentato nel 1967.

## Il contesto

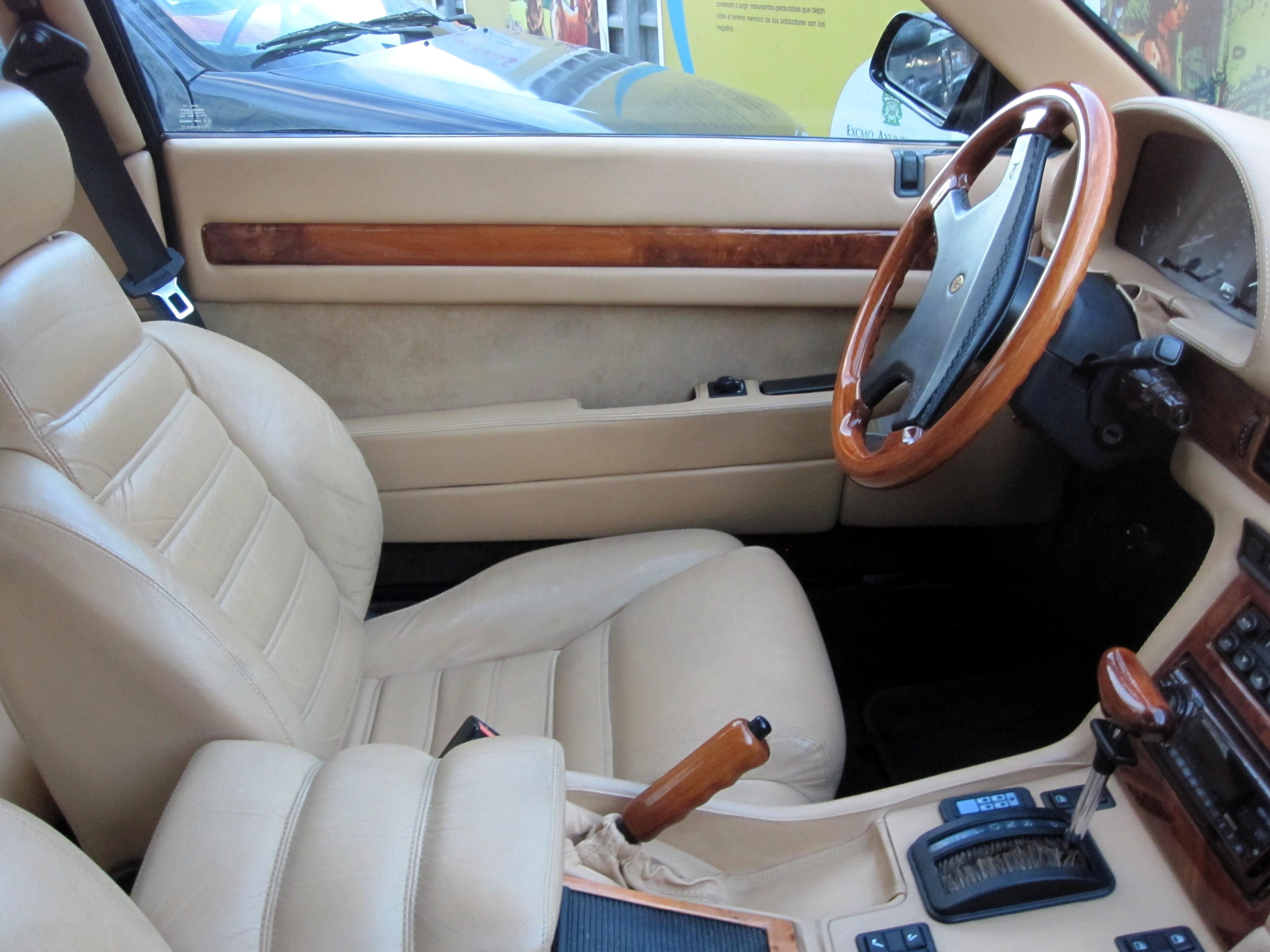
Interni di una Ghibli

Nel 1992 le 222, 2.24V, 422, 4.24V, 430 e Spider (tutte figlie del modello Biturbo) uscirono di listino, mentre un ulteriore restyling (dovuto sempre a Marcello Gandini) della Maserati Racing diede origine alla ripresentazione dello storico nome Ghibli: nuovo frontale, nuova coda più alta, nuove appendici aerodinamiche, cerchi specifici e gamma motori rinnovata.
Due i propulsori disponibili, entrambi V6 biturbo 24 valvole. Il potente 1996 cm³ da 306 CV (che permetteva di raggiungere i 260 km/h), l'altro meno prestazionale derivato dalla coupé 228i di 2790 cm³ e con 284 CV (250 km/h di velocità massima e 0-100 in 5,7 secondi).

## Evoluzione

### Ghibli M.Y. 1994
Dopo due anni dall'inizio della produzione viene introdotto il M.Y. 1994, che presenta diverse modifiche tecniche ed estetiche rispetto alla "1ª serie":
- adozione del sistema frenante ABS
- aggiunta della seconda Sonda Lambda
- cerchi specifici Millemiglia da 16 pollici
- modifica dei mozzi ruota con attacchi da 5×108
- modifica dello stemma Maserati (tridente all'interno dell'ovale)
- proiettori anteriori con fondo nero anziché bianco
- specchi retrovisori ripiegabili elettricamente, di disegno diverso.

Sono state prodotte anche alcune versioni speciali.

### Ghibli KS
La prima fu la versione KS (acronimo di Kit Sportivo) ma più che una versione specifica si trattava di un kit, un "pacchetto" opzionale installabile sia in fabbrica che acquistabile separatamente per la Ghibli MY94 (il costo era di 6.000.000 di lire all'epoca), che comprendeva cerchi in lega scomponibili OZ Futura da 17" con gomme 215/45-17 all'anteriore e 245/40-17 al posteriore, barre antirollio maggiorate Eibach, molle Eibach abbassate di 15 mm e irrigidite e tarature specifiche.

### Ghibli Open Cup
Sempre nel 1994 viene resa disponibile da Maserati la versione Open Cup, destinata a un trofeo monomarca, che corse assieme alla Ferrari 348 e alla Ferrari F355 Berlinetta, le quali erano presenti nella Ferrari Challenge.
Il trofeo monomarca della Ghibli fu scisso dagli eventi Ferrari dopo che la maggior parte dei clienti che correvano nella Ferrari Challenge si lamentarono delle maggiori prestazioni in pista delle vetture Maserati.
Questo modello, prodotto in 27 esemplari, differiva da quello di serie per una potenza maggiore 330 CV dovuti alla pressione di sovralimentazione dei turbo maggiorata, scarico dedicato, mappatura specifica e pompa della benzina maggiorata. Inoltre erano presenti interni in fibra di carbonio e freni specifici Brembo.

### Ghibli Cup
Nel 1996 nasce la versione stradale Cup, che riprendeva lo stilema della Open Cup, prodotta in versione limitata a 60 esemplari, più 25 con guida a destra e altri 3 con motore 2.8, più un esemplare di quest'ultimo con guida destra. Questo modello era riconoscibile per via dei cerchi specifici Speedline a cinque razze da 17 pollici, modifiche all'assetto, interni in fibra di carbonio, volante Momo Tuner, scarichi a uscita singola ovale per lato. La Cup era l'auto stradale con il rapporto CV/litro (165) più alto al mondo, con una potenza totale di 330 CV, capace di sfiorare i 270 km/h, prima dell'arrivo sul mercato della Mercedes A45 AMG. Nel 2021 il record è appannaggio della Koenigsegg Gemera, dotata di motore 2 litri (3 cilindri biturbo) con 300 CV/litro (600 CV totali).

### Ghibli GT

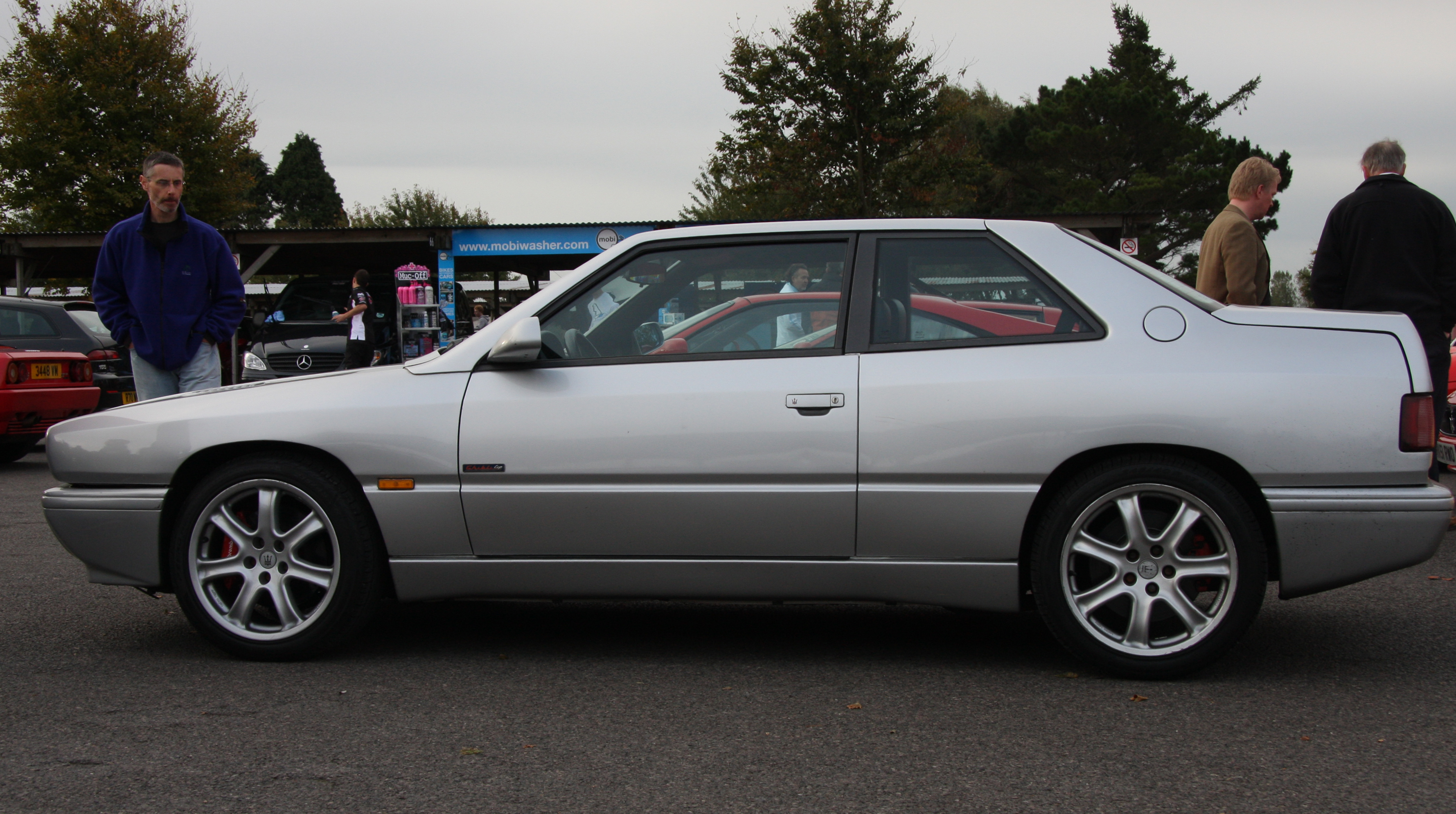
Linea laterale di una Ghibli GT

Nella seconda metà del 1995 nasce il modello GT (inizialmente denominato MY95) che presenta solo lievi modifiche estetiche come i cerchi specifici a sette razze da 17 pollici, il differente stemma sul posteriore (tridente dentro un ovale), rivestimento in pelle Connolly in luogo del pellame fiorentino per gli interni, e la sostituzione del differenziale Ranger ad ingranaggi con uno ZF a frizioni, già usato sulle Ferrari del periodo, l'eliminazione del finto bocchettone della benzina sul lato sinistro della carrozzeria. Nessuna modifica invece ai due propulsori dove la potenza dichiarata rimane invariata a 306 CV per il due litri e 284 CV per il 2.8.

### Ghibli Primatist
Infine nel 1997 viene prodotta la Primatist, costruita in 35 esemplari in serie limitata, è stata concepita per celebrare il record di velocità su acqua dello scafo idroplano di Bruno Abbate, motorizzato con il motore da 306 CV.
Questo ultimo allestimento era disponibile con l'unica motorizzazione 2.0 da 306 CV e come unico colore della carrozzeria era lo specifico blu mare e gli interni erano caratterizzati dall'accostamento della pelle blu con inserti di pelle azzurra.

## Fine della produzione
Alla fine del 1997 anche la Ghibli, ultima della stirpe delle Biturbo V6, uscì di scena, dopo 2.380 esemplari costruiti.
Questa coupé due porte cinque posti era costruita per essere veloce e confortevole allo stesso tempo, nel classico stile delle gran turismo prodotte da Maserati.
Tuttavia il numero degli acquirenti fu limitato, e ancora di meno erano quelli che la usavano quotidianamente, per il timore di problemi di affidabilità presenti sulle Maserati che l'avevano preceduta. In effetti la maggior parte dei difetti erano stati superati già con la versione "i" (efficace controllo della pressione di sovralimentazione, componenti interni, carburazione, trattamenti antiruggine etc.), mentre a partire dalla 2.24v, la Biturbo, pur non raggiungendo picchi di affidabilità estrema (ma va tenuto conto della complessità meccanica e delle prestazioni) non aveva più grossi difetti.